# Люто, Огюст
Огюст Жозеф Люто (фр. Auguste Joseph Lutaud, 28 октября 1847, Макон — 25 августа 1925, там же) — французский врач-гинеколог, путешественник и писатель.

## Биография
Родился в городе Макон 28 октября 1847 года. Большую часть своей жизни провел в различных путешествиях, посетив, среди прочего, США, Египет, Перу, Северную Африку и Вест-Индию, затем возвратившись на родину. Работал в парижском издательстве медицинской литературы, состоял редактором ряда журналов и книг по медицине. В 1909 году Люто стал владельцем небольшого острова Иль-д’Ор в департаменте Вар, обыграв его предыдущего хозяина в вист и дополнительно выплатив ему 300 золотых франков. Акт продажи острова был официально заверен нотариусом и в настоящее время хранится у потомков Люто. В мае 1909 года Люто возвёл на острове башню, которая сохранилась до настоящего времени, а также небольшое шале. В 1913 году он принял решение объявить о независимости Иль-д’Ор, присвоив себе титул короля Огюста I и начав выпуск собственных почтовых марок, монет и медалей. Умер Люто в возрасте 77 лет в своем родном городе Макон 25 августа 1925 года.

## Общественная позиция
Во время ожесточенных парламентских дебатов о восстановлении права на развод (в 1882—1884 годах) Люто был активным сторонником права на развод. Кроме того, он был одним из самых ярых противников Луи Пастера в его работе «Исследования бешенства и метода Пастера» (опубликована в 1886 году).
В вопросе легализации проституции и домов терпимости Люто встал на сторону «аболиционистов» (сторонников прямого запрета), которым, однако, не удалось одержать верх над «неорегуляристами» (выступавшими за надзор и медицинский контроль) во главе с Альфредом Фурнье (1832—1914).